# 海伦吉克
48°0′3″N 35°43′47″E / 48.00083°N 35.72972°E
海倫吉克（烏克蘭語：Геленджик）是位於烏克蘭東南部的村莊，由扎波羅熱州扎波羅熱区的米哈伊洛-盧卡舍韋市鎮負責管轄。該村面積0.61平方公里，2001年人口86，人口密度每平方公里140.1人。